# 田中正敏
田中 正敏（たなか まさとし）は、日本のクラリネット奏者。クラリネットを井上敬三、大橋幸夫に師事。国立音楽大学附属高等学校を経て国立音楽大学を卒業。武岡賞受賞。第51回読売新人演奏会出演。その後、渡仏。クラリネットをギィ・ドュプリュ、室内楽をモーリス・ブルグに師事。パリ国立高等音楽・舞踊学校を一等賞で終了。現在、東京学芸大学非常勤講師、平成音楽大学非常勤講師、洗足学園音楽大学非常勤講師、株式会社キャンプ・プラネッツ音楽事業部取締役、NPO法人「街角に音楽を」理事。第17回京都芸術祭毎日新聞社賞受賞。
クラシック音楽の演奏活動を基盤とし、独自な音楽ジャンルの確立を目指している。また、音楽大学の学生とともに約30年続けているクラリネット・サロン(自主ゼミ合宿)では、学生自身が合宿運営し、地域に向けた投げ銭ライブを敢行するなど生きた教育活動を実践している。楽器選定実績、多数。小学校・中学校・高等学校吹奏楽部での指導実績歴、約 35 年。大学卒業後も演奏を続けるOB・OGにファンも多く、2013年より個別指導(クラリネット教室) も開始している。 2017年と2019年、チェコ共和国プラハ芸術アカデミー主催クラリネット・デイズの講師を務める。2020年プラハの春国際音楽コンクールクラリネット部門の審査員に選ばれる。また、環境や福祉にも取り組み、「グリーン電力」、里山を守るための寄付金が付加された紙「里山物語」を使用したコンサート、子供のホスピスのためのチャリティー・コンサート、チャイルド・デイケア施設でのコンサート、家族レスパイト旅行でのコンサートを開催。クラリネットの原木（アフリカン・ブラックウッド）の資源保護問題にも取り組みを始め、全国で「MUSICTREE LIVE」を開催。若いクラリネット奏者達によるクラリネット・アンサンブル「プチ・パヴィヨン」のプロデュースを行なっている。

## ディスコグラフィー
- クラリネット・アンサンブル「QUATRE PAVILLONS RECITAL」
- 初ソロ・アルバム「CLARINET ON THE TOWN」
- 第二弾ソロ・アルバム「FLYING CLARINET」
- 田中正敏記憶遺産クラリネットと共に第１巻〜第３巻